# Battus laodamas
Espèce
Battus laodamas ou Machaon à taches vertes est une espèce de lépidoptères (papillons) de la famille des Papilionidae, de la sous-famille des Papilioninae et du genre Battus.

## Dénomination
Battus laodamas a été décrit par Cajetan Freiherr von Felder et Rudolf Felder en 1859 sous le nom initial de Papilio laodamas.

### Sous-espèces

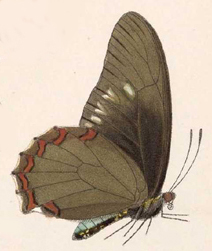
Battus laodamas iopas revers

- Battus laodamas laodamas, présent en Colombie et dans le sud-ouest du Venezuela.
- Battus laodamas copanae (Reakirt, 1863), présent dans le sud du Mexique, au Guatemala et au Honduras.
- Battus laodamas iopas (Godman & Salvin, 1897), présent dans le nord du Mexique.
- Battus laodamas rhipidius Rothschild & Jordan, 1906, présent au Costa Rica et à Panama[1].

### Noms vernaculaires
Battus laodamas se nomme Green-patch Swallowtail en anglais.

## Description
Battus laodamas est un moyennement grand papillon d'une envergure d'environ 90 mm, au corps marron foncé à reflets verts plus ou moins marqués, au bord externe des ailes antérieures concave et ailes postérieures festonnées. Le dessus est marron orné aux ailes antérieures d'une discrète ligne submarginale de chevrons et aux ailes postérieures d'une large bande de taches crème ou vert très pâle.
Le revers est marron plus clair, avec aux ailes antérieures la même ligne submarginale de chevrons discontinue et aux ailes postérieures une ligne submarginale de chevrons rouges accolés et formant une ligne en zigzag.

## Biologie

### Plantes hôtes
La plante hôte de sa chenille est une Aristoloche, Aristolochia tentaculata.

## Écologie et distribution
Battus laodamas est présent au Mexique, au Guatemala, au Honduras, au Costa Rica, à Panama, en Colombie et au Venezuela. 

### Protection
Pas de statut de protection particulier.